# قرار مجلس الأمن التابع للأمم المتحدة رقم 1844
قرار مجلس الأمن التابع للأمم المتحدة رقم 1844 المتخذ بالإجماع في 20 نوفمبر 2008.

## القرار
عزز مجلس الأمن حظر الأسلحة المفروض على الدولة الصومالية المبتلاة بالعنف من خلال تحديد عقوبات على المخالفين وتوسيع ولاية اللجنة التي تشرف على الحظر.
من خلال اتخاذ القرار 1844 (2008) بالإجماع، بموجب الفصل السابع من الميثاق، قرر المجلس تطبيق قيود السفر وتجميد الأصول على الأفراد والكيانات الذين يشاركون في أنشطة تهدد السلام والعمليات السياسية وتعرقل المساعدات الإنسانية، بالإضافة إلى تلك التي تخرق حظر الأسلحة الذي تم فرضه بموجب القرار 733 لعام 1992 والمعدل بقرارات لاحقة.
وكلف المجلس اللجنة المنشأة بموجب القرار 733 (1992) بمهمة فحص مزاعم انتهاكات حظر توريد الأسلحة، وتحديد الأفراد والكيانات على قائمة الأفراد الخاضعين للعقوبات، ومراجعة تلك القائمة بانتظام للتأكد من دقتها. وستنظر أيضا في طلبات الاستثناءات لأسباب إنسانية وتقدم تقريرا كل 120 يوما على الأقل إلى المجلس.
وفي حكم ذي صلة، شجع المجلس الدول الأعضاء على أن تقدم إلى اللجنة أسماء الأفراد أو الكيانات التي سيتم إدراجها في القائمة، إلى جانب بيان مفصل بالقضية المرفوعة ضدهم. وحث المجلس هذه الدول على مراجعة التماسات الشطب من القائمة وشجع اللجنة على ضمان وجود إجراءات عادلة وواضحة للإدراج في القائمة والشطب منها ومنح الإعفاءات.

## روابط خارجية
- نص القرار في undocs.org